# Josefina de la Torre
Josefina de la Torre (Las Palmas de Gran Canaria, 25 de setembre de 1907 - Madrid, 12 de juliol de 2002) va ser una poeta, novel·lista, cantant lírica i actriu espanyola vinculada a la Generació del 27, de la qual formà part, i del corrent avantguardista hispànic de la primera meitat del segle xx.

## Biografia
Josefina de la Torre Millares fou la menor de sis germans nascuts de la família formada per Bernardo de la Torre y Comminges (home de negocis molt compromès amb el desenvolupament de la ciutat de Las Palmas de Gran Canaria), i Francisca Millares (filla de l'historiador, novel·lista i músic Agustín Millares Torres) dedicada completament a les arts. Així, el seu temperament artístic s'interessà en diferents àmbits, entre els quals la música, la poesia i la interpretació dramàtica.
Comença a una molt primerenca edat a escriure poesia, als vuit anys, a 1915, any en què compon uns versos dedicats al poeta modernista canari Alonso Quesada, encara que als set anys ja havia escrit un poema d'homenatge a Benito Pérez Galdós, i, als 13 va començar a publicar en revistes com España.
La influència del seu germà Claudio de la Torre, novel·lista i dramaturg en auge en aquell moment, i Premi Nacional de Literatura el 1924, és molt important per a la seva iniciació en el camp de la literatura i també de la representació teatral. Així el 1927, Josefina de la Torre crea a la seva casa de Las Canteras (Las Palmas) l'anomenat Teatro Mínimo, que dirigia el seu germà Claudio.
Va acompanyar-lo a recollir el 1924 el Premi Nacional de Literatura i va entrar en contacte amb diversos escriptors de la capital d'Espanya. Allí es relaciona amb Pedro Salinas (que escriurà el pròleg del seu primer poemari, Versos y estampas, de 1927, en què evoca una infància illenca en versos d'art menor i en poemes en prosa d'influència juanramoniana, que encunyaria la definició de "noia-illa" per referir-se a les ressonàncies marcadament insulars de la poètica de Josefina de la Torre, les quals, amb el temps, es convertirien en el tret diferenciador de la seva poesia, dins del conjunt de la Generació del 27. També tractà aleshores amb Federico García Lorca, Rafael Alberti i altres intel·lectuals de la madrilenya Residencia de Estudiantes. D'aquests i altres escriptors vinculats a l'anomenada Generació del 27 rep una notable influència. De fet, els pilars de la poesia de Josefina de la Torre estan impregnats dels principis que conformen la Generació del 27: senzillesa formal, lirisme interior i proximitat al llenguatge popular. També va visitar l'estudi del seu cosí, el pintor Néstor Martín-Fernández de la Torre. Durant les seves llargues estades a Madrid, aprofita per perfeccionar els seus estudis de cant a l'escola de Carlota Dahmen Chao, on culmina la seva formació com a soprano.
També és en aquesta època quan comença a anar al Lyceum Club, on coneix Ernestina de Champourcín i Concha Méndez, entre d'altres. El seu següent llibre va ser Poemas de la isla publicat l'any 1930, i en què continuava amb una poesia lleugera, estilitzada. A l1934, Ernestina de Champourcin i Josefina de la Torre Millares són les dues úniques dones els versos de les quals són inclosos per Gerardo Diego en la seva Antología de Poesía Española Contemporánea, de 1934.
És en aquest mateix any en què comença a fer els seus inicis com a actriu de doblatge (de Marlene Dietrich) per a la Paramount a Joinville, França, i és llavors quan coincideix amb el seu vell amic, Luis Buñuel, amb qui treballa en doblatge, sota les ordres de Claudio de la Torre, que es dedicava a adaptar guions i dirigir els doblatges, com en la pel·lícula Miss Fane's Baby is Stolen (Un segrest sensacional), d'Alexander Hall, que es va estrenar Espanya el 1935.
A finals de 1934 torna a Madrid, on instal·la la seva residència, en un moment de la seva carrera en què es vol dedicar de ple a desenvolupar la seva carrera com a soprano. És llavors quan desenvolupa plenament la seva vocació musical i teatral aconseguint, a partir d'aquell moment, nombrosos èxits. Al febrer de 1935 fa un concert, acompanyada al piano per Cipriano de Rivas Cherif, al Teatro Nacional María Guerrero, que s'anuncia com a "Concierto de 1900" i que va resultar un gran èxit de crítica. Altres escenaris recolliren la petjada de Josefina de la Torre Millares com a cantant: el Lyceum Club Femení, el Club Medina, l'Institut de Sant Isidre de Madrid, el Monumental Cinema o la Residencia de Estudiantes de Madrid.
Va ser en aquest últim escenari on, el 1936, va oferir un memorable recital interpretant cançons de Fauré, Debussy, Esplà, Saint-Saëns, posant de manifest la versatilitat de la seva veu i la seua sòlida formació, que queda demostrada en ingressar a l'Orquestra Simfònica de Madrid, on va arribar a ser solista, i en la companyia de sarsueles del mestre Sorozábal.
Durant la guerra civil va tornar a la seva ciutat natal. Allà publicaria les seves primeres novel·les cinematogràfiques sota el pseudònim Laura de Cominges (segon cognom, aquest, del seu pare). A 1937 publica a la col·lecció La Novela Ideal.
A més d'intèrpret, Josefina de la Torre Millares va compondre les seves pròpies partitures. La més coneguda porta per títol Puerto de mar.
Entre 1940 i 1945, ja de tornada a Madrid, treballa en el cinema no només com a actriu, sinó com a ajudant de direcció, guionista i columnista de la revista cinematogràfica Primer Plano (en la portada apareix en dues ocasions). També va participar com a actriu en radionovel·les, a Ràdio Nacional, i va arribar a adquirir notorietat com a actriu durant els anys quaranta, en què va participar en diverses pel·lícules amb directors com Edgar Neville.
El seu primer paper important va ser en la pel·lícula Primer amor, dirigida per Claudio de la Torre. Seguiren La blanca paloma (Claudio de la Torre), Y tú, ¿quién eres?, (Julio de Fletchner); Misterio en la marisma (Claudio de la Torre); El camino del amor (Josep Maria Castellví); Una herencia en París (Miguel Pereira), adaptació de la seva novel·la Tú eres él, i la seva última aparició La vida en un hilo (Edgar Neville), al costat de Conchita Montes i Rafael Durán. Anys més tard publicarà Memorias de una estrella (1954), novel·la en la qual narra la història d'una actriu que abandona el cinema en ple èxit.
Va formar part de la companyia de María Guerrero, on acabaria sent primera actriu des de 1940 debutant amb l'obra La rabia, llibret que es basava en l'obra El cena del Rey Baltasar, original de Pedro Calderón de la Barca, i dirigida per Luis Escobar.
A 1944 entra a formar part del grup d'actors i actrius del Teatro invisible de RNE, on roman fins a 1957, moment en el qual passa a treballar a La Voz de Madrid.
Dedicada de ple al teatre, a 1946 funda la seva pròpia companyia de comèdies (Companyia de Comedias Josefina de la Torre), amb el seu marit, el també actor Ramon Corroto, i sent-ne director artístic seu germà Claudio de la Torre. La companyia porta a escena una quinzena d'obres, entre les quals El caso de la mujer asesinadita, de Miguel Mihura, o Casa de Muñecas, de Henrik Ibsen. En els anys seixanta va arribar a participar en la primera versió espanyola del musical Sonrisas y lágrimas. També va treballar, fins a 1958 per a altres companyies de teatre com Dido Pequeño Teatro, TOAR i el Teatro Nacional María Guerrero i Ensayo del Teatro Español.
Durant el llarg període franquista Josefina de la Torre només publica un llibre de versos, Marzo incompleto, publicat el 1968, on l'evocació del paradís infantil i del paisatge atlàntic és substituïda per una conscienciació del pas del temps i del deteriorament vital que comporta.
Mentrestant, al 1954 va publicar dues novel·les: Memorias de una estrella i En el umbral. I passa novament a centrar la seva activitat durant els anys 60 al teatre, treballant per a les companyies d'Amparo Soler Leal, Núria Espert, María Fernanda d'Ocon i Vicente Parra.
L'any 1980 mor el seu marit i tres anys més tard fa la seva última intervenció com a actriu a la coneguda sèrie de Televisió Espanyola Anillos de oro (1983).
A 1988 publica Medida del tiempo, recollit aquest últim en la Antología sobre la seva obra que publica Lázaro Santana a la col·lecció Biblioteca Básica Canaria el 1989. Durant els anys vuitanta, Josefina de la Torre Millares escriu el poemari El manuscrito inédito.
Va morir a Madrid el 2002.

## Obra literària
La seva obra se centra en temes com la infància, la mort i la soledat, però entre tots en destaca especialment un: el paisatge insular, concretament el mar i la platja, dins la tradició poètica canària. Aquests temes són abordats per l'autora des d'una aparent senzillesa expressiva. Els seus poemes (que es desenvolupen entre el vers lliure, la mesura rigorosa i la prosa poètica), estan modelats a partir d'una subtil utilització de la metàfora, el símil i l'adjectivació. També fa serrvir algunes figures literàries pròpies del creacionisme.

## Reconeixement de la seva obra
L'any 2000 és nomenada "Miembro de honor de la Academia Canaria de la Lengua".
L'any 2001 l'Associated University Press de Nova York publica un assaig titulat «Absence and Presence», de Catherine G. Bellvev, en què s'inclou Josefina de la Torre Millares com una de les cinc poetes espanyoles més rellevants dels anys vint i trenta del segle xx.
Del 4 al 15 de maig de 2001 es va inaugurar a la Residencia de Estudiantes de Madrid, l'exposició titulada Los álbunes de Josefina de la Torre: La última voz del 27. L'acte d'inauguració va comptar amb la presència de la poeta, tot i tenir 93 anys, sent aquesta la seva última aparició pública. L'exposició va ser itinerant per diversos indrets de Canàries. L'any 2002, el Govern de Canàries li concedia la Cruz de la Orden “Islas Canarias”

## Obres i edicions actuals de la seva poesia[2]
- Versos y estampas, Málaga, Litoral, 1927.
- Poemas de la isla, Barcelona, Altés, 1930.
- Marzo incompleto, revista Fantasía, 19 d'agost de 1947; 2.ª ed., Las Palmas de Gran Canaria (col. San Borondón), 1968.
- Poemas de la isla, Madrid, Biblioteca Básica Canaria, núm. 30, Viceconsejería de Cultura y Deportes, Gobierno de Canarias, 1989 [incluye los tres libros citados más el inédito Medida del tiempo].
- Poemas (2003), Santa Cruz de Tenerife, Idea.
- Poemas (2004), Santa Cruz de Tenerife, Interseptem.

## Homenatges
El 2007, el Ministeri de Foment d'Espanya va batejar amb el seu nom el Sasemar 103, un dels seus avions de patrulla marítima, operat per la Sociedad de Salvamento y Seguridad Marítima. A Santa Lucía de Tirajana (Las Palmas de Gran Canaria) hi ha l'Institut d'ensenyament secundari Josefina de la Torre.